# Чэнь Шоу
Чэнь Шоу (кит. трад. 陳壽, упр. 陈寿, пиньинь Chén Shòu) — китайский историк времён Троецарствия и империи Цзинь. Начал свою карьеру в государстве Шу во время Троецарствия, но был разжалован и выслан из столицы из-за нежелания выслуживаться перед Хуан Хао, влиятельным придворным евнухом. После завоевания царства Шу царством Вэй в 263, карьера Чэня стагнировала, пока он не был рекомендован на правительственную должность министром Чжан Хуа. При Цзинь занимал должности секретаря и писаря до своей смерти. Оставил около 200 произведений, 20 из них в соавторстве с родственниками. 

## Биография
Существуют две биографии Чэнь Шоу. Первая содержится в Книге Цзинь, написанной Фан Сюаньлином и соавторами в VII веке во времена империи Тан. Вторая, — в одной из Хроник Хуаян, написанной Чан Цюем в V веке во времена империи Восточная Цзинь.
Чэнь Шоу родился в уезде Аньхань (кл. кит. 安漢縣), округ Баси (кл. кит. 巴西郡), современный Наньчун, провинция Сычуань. С малых лет был известен своей любовью к учебе, своим умом, проницательностью и знаниями. Учился у своего земляка чиновника государства Шу Цяо Чжоу. Под руководством Цяо изучил Шу цзин и Три комментария к "Вёснам и Осеням". Хорошо знал Ши цзи и Ханьшу.
Согласно "Книге Цзинь", Чэнь Шоу служил в должности официального историографа (кит. трад. 觀閣令史, упр. 观阁令史, пиньинь 
Guāngé lìngshǐ) Царства Шу. Хроники Хуаян говорят, что он последовательно занимал следующие посты: архивариуса (кит. 主簿, пиньинь Zhǔbù) генерала охраны (кит. трад. 衛將軍, упр. 卫将军, пиньинь Wèi jiāngjūn); официального библиотекаря (кит. трад. 東觀秘書郎, упр. 东观秘书郎, пиньинь Dōngguān mìshū láng); начальника рассеянной кавалерии (кит. трад. 散騎侍郎, упр. 散骑侍郎, пиньинь Sàn qí shìláng); начальника желтых врат (кит. трад. 黃門侍郎, упр. 黄门侍郎, пиньинь Huáng mén shìláng). В последние годы Шу (250-е — 260-е) многие чиновники старались получить благосклонность влиятельного дворцового евнуха Хуан Хао. Чэнь Шоу отказался лебезить перед ним, за что поплатился карьерой. Его понизили в должности и выслали из столицы.

### Карьера при династии Цзинь
После захвата Шу царством Вэй в 263, карьера Чэнь Шоу вошла в период стагнации, пока Чжан Хуа не порекомендовал его правительству империи Цзинь, которая сменила Вэй в 265 году. Чжан Хуа нравился талант Чэнь Шоу. Несмотря на его запятнанную репутацию, он считал понижение во время службы Шу несправедливым. Чэнь Шоу рекомендовали на должность сяоляня, назначили цзо чжуцзо ланом (кит. 佐著作郎, пиньинь Zuǒ zhùzuò láng, помощником писца) и заместителем управляющего уезда Янпин. В 274 году Чэнь собрал и скомпилировал сочинения первого канцлера Шу Чжугэ Ляна и представил их императорскому двору Цзинь. Чэня повысили до чжуцзо лана (писца) и назначили чжунчжэном (кит. 中正, пиньинь Zhōngzhèng) округа Баси. В Хуаян Гочжи упоминается, что он также служил канцлером у пинъянского хоу.
По совету начальника центрального секретариата Сюнь Сюя Три департамента и Шесть министерств назначили Чэня администратором (кит. 太守, пиньинь tàishǒu) округа Чангуан. Цзинь шу пишет, что Сюнь Сюй ненавидел Чжан Хуа и Чэнь Шоу (за его сотрудничество с Чжаном), поэтому, вопреки изначальной рекомендации Чжана назначить Чэня на позицию в секретариате, добился другого назначения. Чэнь Шоу отказался, сославшись на необходимости ухода за престарелой матерью. Хуаян гочжи дает иную информацию взаимоотношений Чэнь Шоу и Сюнь Сюя: он и Чжан Хуа были удовлетворены работой Чэня над Саньгочжи, отмечая, что Чэнь превзошел даже Бань Гу и Сыма Цяня. Тем не менее, позднее, Сюнь Сюю не понравилась Вэй Шу – одна из трех частей Саньгочжи, – и он не захотел, чтобы Чэнь работал в одном министерстве с ним, добившись назначения Чэня в провинцию.
В 278 году, генерал Ду Юй, перед тем как принять пост командующего армией войсками Цзинь в Цзинчжоу, порекомендовал Чэнь Шоу императору У, как способного выполнять роль Господина Южных Врат (кит. трад. 黃門侍郎, упр. 黄门侍郎, пиньинь huángménshìláng) или Господина Кавалерии (кит. трад. 散騎侍郎, упр. 散骑侍郎, пиньинь sànqíshìláng). Император принял предложение Ду и назначил Чэня  yushi zhishu (кит. трад. 禦史治書, упр. 禦史治书, пиньинь yùshǐzhìshū, аудитором).
В Цзинь шу упоминается об отпуске Чэнь Шоу в связи со смертью матери, и то, что он выполнил данное ей обещание похоронить её в столице — Лояне. Тем не менее, за этот поступок его осуждали, так как, по обычаям тех времен, он должен был похоронить мать в её родном городе в уезде Аньхань. Хуаян гочжи пишет, что умерла не родная, а приемная мать Чэня, которая не хотела быть похороненной с его отцом в Аньхане и Чэнь Шоу похоронил её в Лояне.

### Смерть
По Цзинь шу, через годы после понижения в должности, Чэнь Шоу назначили чжуншуцзы (кит. 中庶子, пиньинь zhōngshùzǐ, — помощником) наследного принца Сыма Юйя, но Чэнь не принял назначения. Чэнь Шоу скончался от болезни в возрасте 65 лет (по китайскому счету возраста) в 297 году, в правление императора Хуэйя.

## Творчество
Наиболее известной работой Чэнь Шоу является «Записи о Трёх царствах» в которых описываются события поздней Восточной Хань и Троецарствия в форме биографий известных деятелей тех лет. Книга входит в канон Династийные истории.